# Arachnothera clarae
Papa-aranhas-calvo ou aranheiro-de-faces-nuas (Arachnothera clarae) é uma espécie de ave da família Nectariniidae.
É endémica das Filipinas.
Os seus habitats naturais são: florestas subtropicais ou tropicais húmidas de baixa altitude.